# Àcid peptonucleic
Àcid peptonucleic (en anglès:Peptide Nucleic Acid abreujat com APN o PNA) és un polímer sintetitzat artificialment que és similar a l'ADN i ARN inventat per Peter E. Nielsen (Univ. Copenhagen), Michael Egholm (Univ. Copenhagen), Rolf H. Berg (Risø National Lab), i Ole Buchardt (Univ. Copenhagen) el 1991 (Science, vol. 254 p 1497).
L'ADN i ARN tenen una columna de desoxiribosa i ribosa respectivament, mentre que la columna del PNA es compon per la repetició de les unitats de N-(2-aminoetil)-glicina enllaçades per enllaços pèptids. No es coneix que el PNA ocorri de manera natural. Les diverses bases de purina i pirimidina estan enllaçades a la columna per enllaços carbonil metilè.
Com que la columna del PNA no conté grups fosfat carregats, l'enllaç entre PNA/ADN és més fort que entre les bandes d'ADN/ADN per no tenir repulsió electroestàtica.
Els pèptids oligomers es fan servir en biologia molecular com a diagnòstic.
S'ha fet la hipòtesi que la primera vida en la Terra podria haver usat PNA com a material genètic, ja que és molt forta i resistent a altes temperatures de l'aigua. Si fos així l'evolució de la vida basant-se en ADN/ARN hauria ocorregut en un estadi posterior. Però no n'hi ha proves concloents.

## Aplicacions
- Alteració de l'expressió genètica - com inhibidor o pomotor segons el cas
- Agent teraèutic antigen i antisense
- Agent anticàncer
- Agent antiviral, antibacterià i antiparàsit
- Eines moleculars i mostres de biosensor
- Detecció de les seqüències d'ADN